# Mecidiye
Mecidiye byl chráněný křižník osmanského námořnictva. Křižník byl nasazen v balkánských válkách a v první světové válce. Roku 1915 jej ukořistilo Rusko, které jej do roku 1918 provozovalo jako Prut. Následně byl osmanským námořnictvem provozován až do svého vyřazení roku 1947. Sloužil především k výcviku.

## Stavba

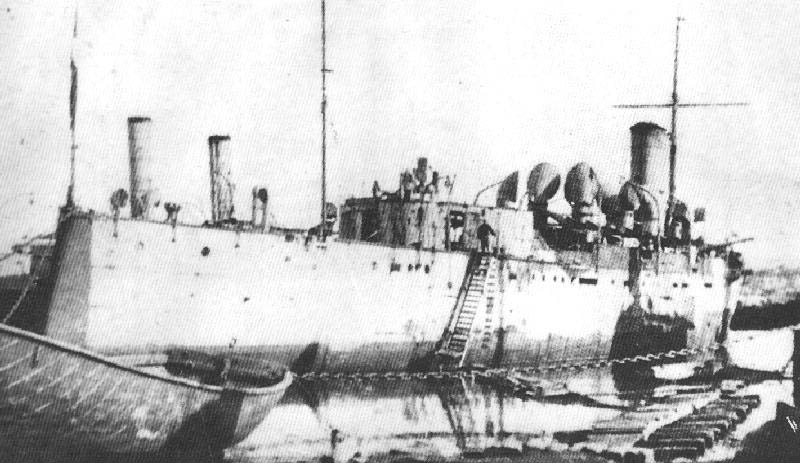
Mecidiye roku 1919

Stavba křižníku byla objednána roku 1900 v rámci stejného programu, jako v případě křižníku Hamidiye. Křižník postavila americká loděnice William Cramp & Sons ve Filadelfii. Stavba byla zahájena roku 1901, spuštěna na vodu byla 25. července 1903 a do služby přijata 19. prosince 1903.

## Konstrukce

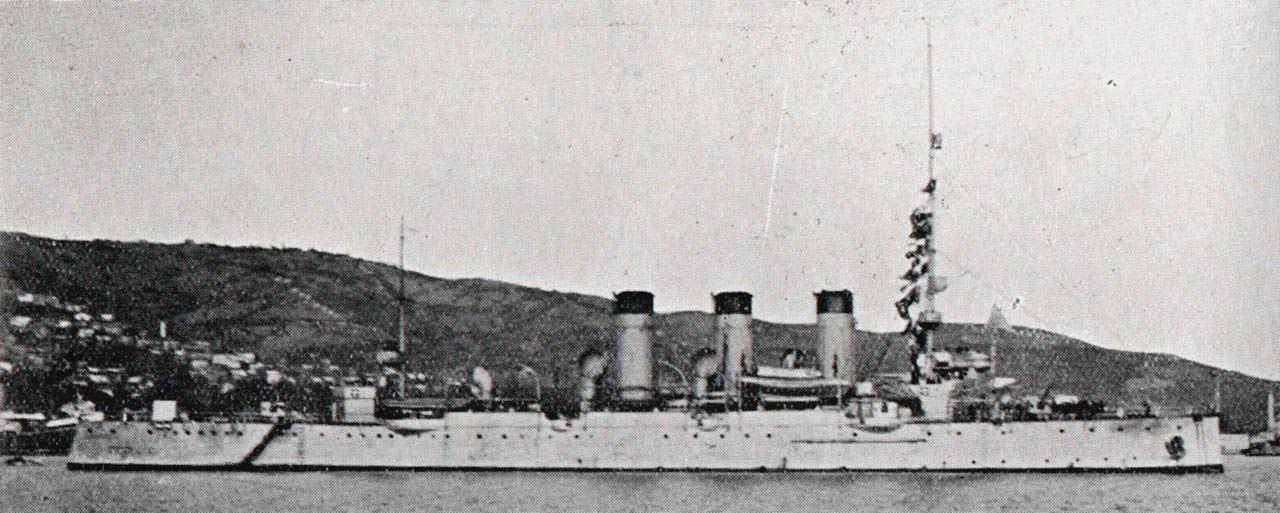
Mecidiye roku 1932

Po dokončení byl křižník vyzbrojen dvěma 152mm kanóny, osmi 120mm kanóny, šesti 47mm kanónys, šesti 37mm kanóny a dvěma 450mm torpédomety. Roku 1918 výzbroj tvořilo deset 130mm kanónů. Pohonný systém měl výkon 12 500 hp. Tvořily ho parní stroje a 16 kotlů Niclausse (ve 20. letech nahrazeny kotly Babcock & Wilcox), pohánějící dva lodní šrouby. Nejvyšší rychlost dosahovala 22 uzlů. Dosah byl 4700 námořních mil při rychlosti 10 uzlů.

## Služba

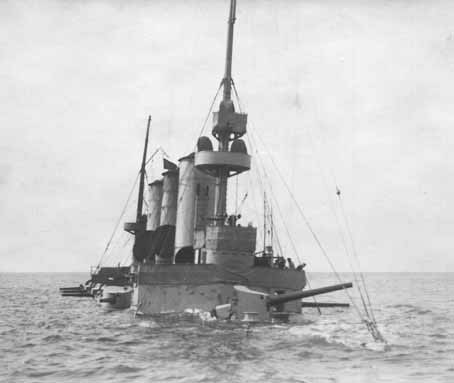
Mecidiye potopený v blízkosti Oděssy

Křižník byl nasazen za první světové války. Dne 3. dubna 1915 se účastnil nájezdu na Oděsu a po najetí na minu se potopil v mělké vodě. Za dva měsíce byl vyzvednut, přezbrojen a 29. října 1915 byl zařazen do černomořského loďstva jako Prut. Kvůli špatnému stavu pohonného systému však nebyl bojově nasazován. V květnu 1918 křižník obsadili Němci a vrátili jej zpět osmanskému námořnictvu. Po návratu byl využíván jako cvičný hulk. V letech 1925–1927 křižník prošel opravou v loděnici Gölcük a mohl se vrátit do služby. Zejména dostal nové kotle. Od roku 1940 sloužil opět k výcviku, roku 1947 byl vyřazen a později sešrotován.